# Marion (Texas)
Marion è un centro abitato degli Stati Uniti d'America situato nella contea di Guadalupe dello Stato del Texas.
La popolazione era di 1.066 persone al censimento del 2010.

## Geografia fisica
Marion è situata a 29°34′19″N 98°08′21″W (29.571879, -98.139243).
Secondo lo United States Census Bureau, ha un'area totale di 0,7 miglia quadrate (1,8 km²).

## Società

### Evoluzione demografica
Secondo il censimento del 2000, c'erano 1.099 persone nella città. La densità di popolazione era di 1.544,0 persone per miglio quadrato (597,6/km²). C'erano 393 unità abitative a una densità media di 561,4 per miglio quadrato (218,3/km²). La composizione etnica della città era formata dal 74,25% di bianchi, il 6,01% di afroamericani, l'1,09% di nativi americani, l'1,09% di asiatici, il 16,01% di altre razze, e l'1,55% di due o più etnie. Ispanici o latinos di qualunque razza erano il 37,22% della popolazione.
C'erano 393 nuclei familiari di cui il 43,7% aveva figli di età inferiore ai 18 anni, il 59,6% aveva coppie sposate conviventi, il 18,1% aveva un capofamiglia femmina senza marito, e il 19,4% erano non-famiglie. Il 17,5% di tutti i nuclei familiari erano individuali e il 6,7% aveva componenti con un'età di 65 anni o più che vivevano da soli. Il numero di componenti medio di un nucleo familiare era di 2,95 e quello di una famiglia era di 3,32 which can be directly compared to the US's average household size of 2.59 e average family size of 3.14.
La popolazione era composta dal 30,9% di persone sotto i 18 anni, il 7,8% di persone dai 18 ai 24 anni, il 29,8% di persone dai 25 ai 44 anni, il 20,4% di persone dai 45 ai 64 anni, e l'11,1% di persone di 65 anni o più. L'età media era di 34 anni. Per ogni 100 femmine c'erano 96,3 maschi. Per ogni 100 femmine dai 18 anni in giù, c'erano 84,7 maschi.
Il reddito medio di un nucleo familiare era di 36.635 dollari, e quello di una famiglia era di 40.625 dollari. I maschi avevano un reddito medio di 27.125 dollari contro i 21.771 dollari delle femmine. Il reddito pro capite era di 13.302 dollari. Circa il 7,0% delle famiglie e l'8,4% della popolazione erano sotto la soglia di povertà, incluso il 9,7% di persone sotto i 18 anni e il 13,8% di persone di 65 anni o più.